# Driebandtijger
Driebandtijger (Nephrotoma crocata) is een tweevleugelige uit de familie langpootmuggen (Tipulidae). De soort komt voor in het Palearctisch gebied.

## Kenmerken
De langpootmuggen bereiken een lengte van bijna 20 mm. De kleur is zwart. Er zit een oranje vlek op de kop, boven de basis van de antenne. De thorax heeft gele vlekken aan de zijkanten. Er lopen 3 tot 4 citroengele horizontale strepen over de buik. De vrouwtjes hebben een bolvormig achterlijf dat naar achteren taps toeloopt en eindigt in een korte legboor. De vrouwtjes hebben 13 gesegmenteerde antennes, terwijl de mannetjes 19 segmenten hebben.

## Verspreiding
De driebandtijger komt voor in grote delen van Europa. In het zuiden strekt hun verspreidingsgebied zich uit tot Noord-Afrika, in het oosten tot Centraal-Azië en Pakistan.

## Levenswijze
De langpootmug geeft de voorkeur aan gebieden met waterdoorlatende zandgronden. De muggen worden meestal waargenomen op hagen, aan de randen van bossen of in tuinen. De driebandtijger produceert twee generaties per jaar. De langpootmuggen vliegen in mei en juni. Tijdens de paring dragen de vrouwtjes het mannetje ondersteboven hangend. Het vrouwtje prikt de eieren één voor één in de grond met haar legboor. De larven, die in de grond leven, voeden zich met de wortels van verschillende grassen. De volwassen langpootmuggen zuigen plantennectar op.